# Phileris pilosus
Phileris pilosus är en tvåvingeart som beskrevs av Tsacas 1976. Phileris pilosus ingår i släktet Phileris och familjen rovflugor. Inga underarter finns listade i Catalogue of Life.